# Phanerotoma tricolorata
Phanerotoma tricolorata är en stekelart som beskrevs av Herbert Zettel 1988. Phanerotoma tricolorata ingår i släktet Phanerotoma och familjen bracksteklar. Inga underarter finns listade i Catalogue of Life.